# Festes de Sant Vicent Ferrer a la Vall d'Uixó
Les festes de Sant Vicent Ferrer són les festes patronals del municipi valencià de la Vall d'Uixó (la Plana Baixa). Se celebren al voltant de la festivitat de Sant Vicent, que té lloc el segon dilluns de pasqua, i consistixen en una gran varietat d'actes, entre els quals destaquen els bous al carrer, els actes religiosos i la Fira agrícola, comercial i de vehicles (FEPAM-FECOV), que rep cada any més de 115.000 visitants provinents de totes les comarques valencianes.
La gran tradició i qualitat li van valdre l'any 2003 el títol de Festa d'Interés Turístic Estatal, atorgat pel Ministeri de Turisme d'Espanya.

## Història
L'origen d'estes festes es remunta al segle xvii, quan els vallers van materialitzar la seua devoció per sant Vicent amb la construcció de l'ermita homònima. No obstant això, i d'acord amb els documents guardats en l'arxiu de l'església de la Mare de Déu de l'Assumpció, la primera referència a les festes és de l'any 1775, en què consta que l'organització anava a càrrec dels clavaris.
Fins al segle xx la festa va romandre inalterada i l'any 1973 es va fundar la comissió de festes, amb la qual cosa es va garantir la continuïtat de la festa.

## Programa d'actes[4][5]
Els primers actes oficials tenen lloc setmanes abans de l'inici de les festes, entre els quals destaquen la presentació del programa de festes. Però, l'acte més important té lloc pels volts de Setmana Santa, ja que es presenten les noves representants de la festa. La presentació va acompanyada de la lectura del pregó, que convida a tots els vallers a fruir de la festa.
D'altra banda, també trobem competicions esportives com la Pujada a Pipa, una dura carrera de muntanya organitzada conjuntament amb el Club d'Atletisme de la Vall.

### Primera setmana
L'inici oficial de les festes té lloc el diumenge de Pasqua amb la disparada d'una mascletà, que és encesa per la regina de les festes. Tot seguit, el centre de la festa es desplaça cap a l'emblemàtica plaça dels Xorros, on durant les dues primeres jornades se celebren les conegudes vesprades de vaques, tradició perduda als anys 60 però recuperada per l'any 2000 amb motiu del nou mil·lenni. Durant les nits se celebren els actes més populars de les festes, com són el cant d'albades, el concert de festes o el sopar popular de caldereta de carn de bou.

### Cap de setmana
El primer divendres és tradicionalment inaugurada la Fira agrícola, comercial i de vehicles de la Vall d'Uixó, que roman oberta fins al dilluns de Sant Vicent i que cada any transforma l'avinguda del Cor de Jesús i els seus carrers adjacents en un formiguer de visitants. També el mateix dia té lloc un altre acte multitudinari, amb l'actuació d'algun cantant famós.
El dissabte és famós a la Vall per l'inici de la temporada de bous al carrer, que és tradicionalment oberta amb una cercavila de cavalls. De nit, com és tradició a la Vall, es trauen les taules al carrer per a realitzar el primer sopar de germanor.
A la vespra de la festa major té lloc un dels actes més esperats i emotius, l'ofrena de flors a la Mare de Déu de l'Assumpció, en el qual centenars de vallers deixen un ramell de flors a la seua patrona. L'acte més destacat del dia és l'entrega dels Premis Sant Vicent Ferrer.

### Dilluns de Sant Vicent
Els actes comencen a les set del matí amb els Càntics de l'Aurora, que conforma un dels actes més ancestrals de les festes. Acabada la despertà musical té lloc la missa major a l'ermita, que acaba amb la disparada d'una gran mascletà.
Quan el sol comença a pondre's té lloc l'acte més emotiu de les celebracions, la processó amb la imatge de Sant Vicent Ferrer, on durant dues hores centenars de feligresos acompanyen la imatge pels principals carrers de la ciutat. El moment principal té lloc a la plaça de l'Assumpció, on Sant Vicent saluda la Mare de Déu de l'Assumpció mentre totes les campanes de l'església voltegen.

### Segona setmana
L'endemà, festiu en el calendari escolar, està dedicat plenament als xiquets. Durant tot el dia s'instal·la a la placeta de Sant Vicent un parc infantil. Per la vesprada té lloc la Trobada de Jocs tradicionals, que permet als més jóvens conéixer com jugaven els seus pares i iaios. Esta trobada s'amenitza amb teatre, i com no, amb la degustació de xocolata. Eixe mateix dia, i durant nou dies, se celebra la Novena al pare Sant Vicent a l'ermita.
El dimecres tornen les exhibicions taurines, però també les esportives, com són els campionats de futbol i bàsquet.
El divendres és el torn del gran sopar de festes, en el qual es degusta el plat típic valler per excel·lència, l'empedrao, on vora dos mil persones tenen tasten este plat, acompanyat per les típiques manjóvenes valleres.

### Final de festes
Com el primer dissabte de festes, el dia té un clar accent taurí. Com a colofó a les activitats taurines, es duen a terme tres nous bous al carrer. Però no tot són activitats taurines, ja que durant tot el dia n'hi ha una bona oferta cultural alternativa.
El diumenge, últim dia de festes, comença amb la Matinal motera, en la qual participen motoristes de tot l'Estat. Per la vesprada, com a colofó, se celebra la cavalcada infantil, en la qual participen les representants de les festes patronals valleres i grups d'animació.

## Representants de les festes
Com a la major part de les festes del País Valencià, les festes són representades per la regina de les festes i la seua cort d'honor.
| 2004 | Enrique Villalba Cubells | Paula Guzmán Aragonés    | Beatriz Sánchez Marín Noemí Juárez Salvador Lucía Fachina Bonifás                                                                                       | Fátima Martínez Meliá Ainhoa Diago Ferrandis Elena Capel Esteban Marta Cubillas Villalba Elvi Serra Esteve                  |
| 2005 | Enrique Villalba Cubells | Verónica Roldán Segarra  | Nadine Pérez Cubells Begonya Egea Alcón Marina Egea Nebot                                                                                               | Marta Cubillas Villalba Balma Fernández Latorre Mar Segarra Casanova                                                        |
| 2006 | Enrique Villalba Cubells | Clara Mechó Fenollosa    | Ana Isabel Bernús Segarra María Palasí Mir Marta Centelles Soriano Miriam Porras Oliva Marta Serrano Duñach Lucía Toledo Adrián Berta Murcia Talamantes | Daniela Langa Giménez Inmaculada Sánchez Marzá Arantxa Sánchez Torres María Granell Blasco                                  |
| 2007 | Bernardo Esbrí Aragonés  | Patrícia Tomás Fernández | María Tomás Fernández Raquel Vilalta Peñarroja Sandra Rodríguez Gregori Miriam Porras Oliva                                                             | Roser Ramos Talamantes Clara Canós Valls Amanda Cerdá Tello Claudia Vilalta Salvador Inés Esteve Rodríguez Carla Callau Gil |
| 2008 | Bernardo Esbrí Aragonés  | Marina Agut de la Rosa   | Anabel Martínez Carrero Elena Fenollosa Martos Eva Rico Borrull Laia Pascual Orenga Paula Hervás Borrull Maite Provencio Salafranca                     | María Cortés Villalba Lucía Gómez Paredes                                                                                   |
| 2009 | Bernardo Esbrí Aragonés  | Begonya Egea Alcón       | Silvia Marín Serrano Gemma Lázaro Peña Lara Hernández Fenollosa Nadxielli López Diosdado                                                                | Ana Alcón Ferrandis María Martínez Segarra                                                                                  |

| 2010 | Bernardo Esbrí Aragonés       | Ana Isabel Bernús Segarra    | Maite Borrás Cabellos Míriam Diago Salvador                                                                                            | Carla García Más Lucía Albiol Pardíñez |
| 2011 | Bernardo Esbrí Aragonés       | Rosana Daniel Garcés         | Àngela Canós Nebot Alba Martínez Carrero                                                                                               | Laura Martínez Pedro Rebeca Nuño Esbrí |
| 2012 | Bernardo Esbrí Aragonés       | María Palasí Mir             | Paula Gregori Sánchez Elvi Serra Esteve                                                                                                | Núria Abad Esbrí Ainara Yu Esteve Carla Romero Aguilella                                                                                    |
| 2013 | David Pitarch Gregori         | Maite Provencio Salafranca   | Teresa Diago Arnau Irene Gaya Juárez Rosa Caro Murria                                                                                  | Lourdes Arnau Beltrán Anna Clavell Martínez Maria Nomdedéu Forner                                                                           |
| 2014 | David Pitarch Gregori         | Marta Serrano Duñach         | Míriam Martínez Beltrán Míriam Rodenas García Fina Mari Herrero Gregori Maria Granell Blasco                                           | Maria Castillo Diago Carla Sánchez-Alcón García                                                                                             |
| 2015 | David Pitarch Gregori         | Míriam Diago Salvador        | Marta Cubillas Villalba Balma Fernández Latorre Marta Guzmán Segarra Elena Guzmán Segarra                                              | Adriana Ibáñez Centelles Elsa Martínez Villalba Júlia Fernàndez Nebot Gemma Fajardo Manzanares                                              |
| 2016 | Javier Moreno Ondoño          | Elena Guzmán Segarra         | María Cortés Villalba Irene Giménez Aragonés Andrea Marí Latorre                                                                       | Victoria Gómez Orenga |
| 2017 | Javier Moreno Ondoño          | Maria Granell Blasco         | María Martínez Aguilar Esther Maria Beltrán Chaqués Alba Martínez Badenes Noelia Borrás Soriano Sara Tur Berenguer Daniel Langa Gimeno | Ainara Fuentes Olmedo Paula Doñate García Elisa Agut Ortiz Olga Nuño Esbrí Irene Salvador Clavell Mar Sánchez Martínez Inma Bonifás Serrano |
| 2018 | Javier Moreno Ondoño          | Esther Maria Beltrán Chaqués | Arantxa Sánchez Torres Ángela Tamarit Segarra                                                                                          | Jimena Moliner Gozalbo Laia Martínez Andrés Sofía Llobet Clavell Sofía Fajardo Manzanares Ainhoa Muntean López Laura Muntean López          |
| 2019 | Carlos Augusto García Giménez | Mar Fas Diago                | Clara Canós Valls Andrea Gómez Bosch                                                                                                   | Valentina Coronada Roig Emma Martínez Villalva Paola Coronado Roig                                                                          |

| 2020 i 2021 | Carlos Augusto García Giménez | Es cancel·la la celebració de les festes per la Covid-19 | Es cancel·la la celebració de les festes per la Covid-19                                                                                   | Es cancel·la la celebració de les festes per la Covid-19                                      |
| 2022        | Carles García Fas             | Marta Guzmán Segarra                                     | Anna Clavell Martínez Lourdes Arnau Beltrán Adriana Ibáñez Centelles                                                                       | Julia Ibáñez Centelles Valeria Bonifás Pastor Valeria Herrero Lanzuela Triana González Palasí |
| 2023        | Carles García Fas             | Marta Cubillas Villalba                                  | Mireia Almela Ballester Dunia Bernat Segarra Paloma Azcoitia Correira Ainara Yu Esteve Segarra Isabel Ortiz Clavell Marta Martínez Melchor | Alba Borrás Jover Anastàsia Aragó Mechó                                                       |
| 2024        | Carles García Fas             | Balma Fernández Latorre                                  | Maria Aragonés Garcés Elsa Martínez Villalba Gemma Fajardo Manzanares Júlia Fernàndez Nebot                                                | Martina Álvarez Bonifás Chloe Marín Bellés Neus Salvador Navarro Alba Gomis Silvestre         |

## Poble de Baix
El Poble de Baix correspon al centre històric de l'Assumpció-Sant Vicent, resultat de la unió dels diferents poblats àrabs que s'establiren a la zona, com és el cas de Benigasló, Benissahat i Zeneta. El seu tramat conserva els trets típics d'una vila àrab, amb carrers curts i estrets. El seu centre es troba a la plaça de Sant Vicent, lloc on es troba l'ermita homònima. Altres llocs importants són la plaça de l'Assumpció, on s'erigeixen l'església i la torre de Benissahat, i la plaça dels Xorros, on s'ubica una font centenària i que acull les vesprades de vaques en els primers dies de les festes.

### L'ermita
L'ermita del patró de la Vall d'Uixó està situada a la plaça de Sant Vicent Ferrer (coneguda popularment com La placeta). La seua construcció data del segle xvii, i s'emplaça sobre els fonaments d'un antiga mesquita. L'any 2009 va ser restaurada per tal de retornar-li la bellesa que va perdre durant el pas del temps.